# مشعل العجمي
مشعل محمدالعجمي(ولد في 5 يناير 1992-) لاعب كرة قدم سعودي و يلعب في مركز مدافع، و يلعب حالياً مع نادي الشرق.

## مسيرة اللاعب
مثل سابقاً نادي الشعلة ونادي الكوكب ونادي الرياض ونادي الشرق.

## وصلات خارجية
- مشعل العجمي على موقع قاعدة بيانات كرة القدم.إي يو (الإنجليزية)